# Ngô Đồng Trại

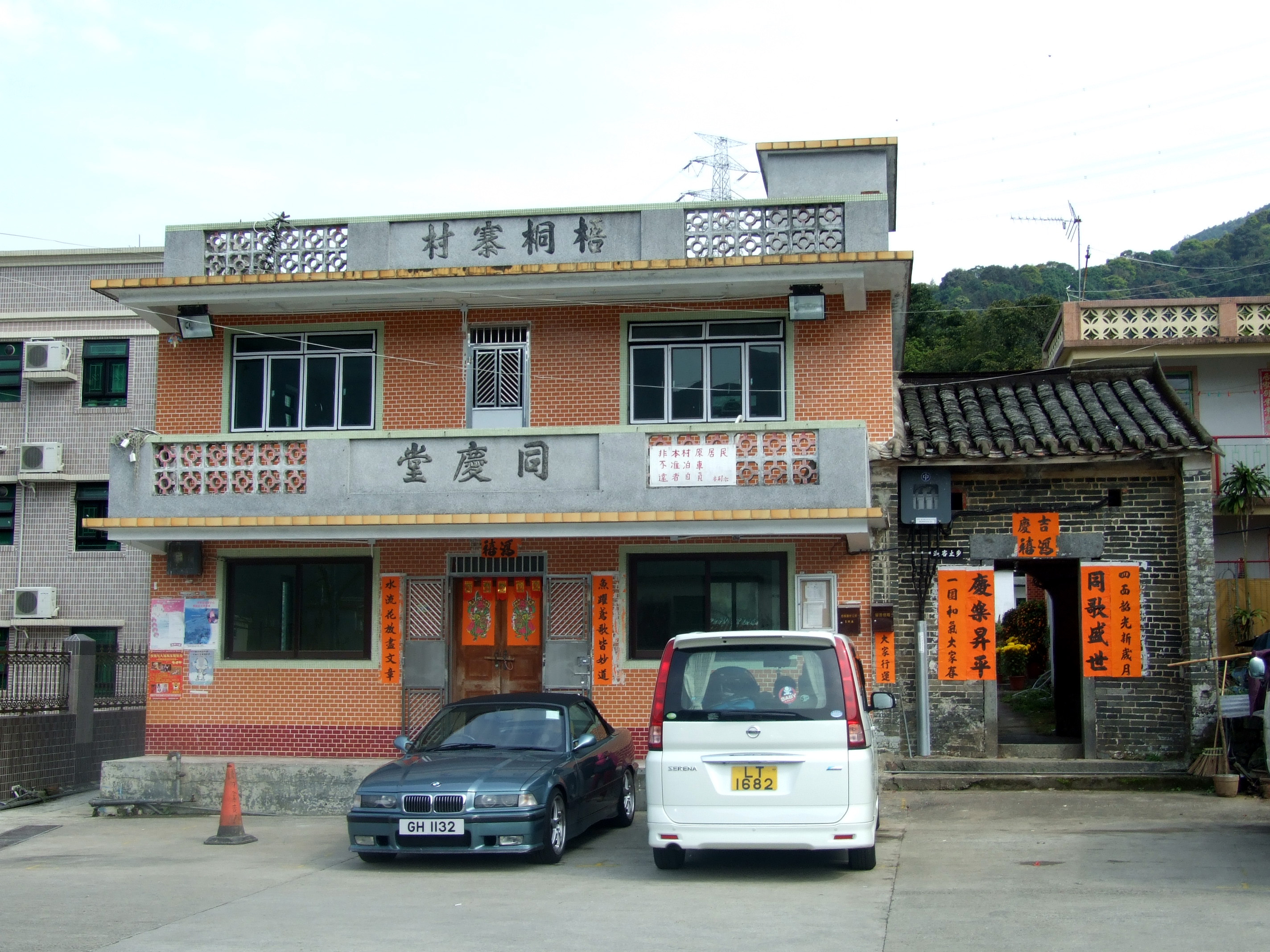
Ngô Đồng Trại

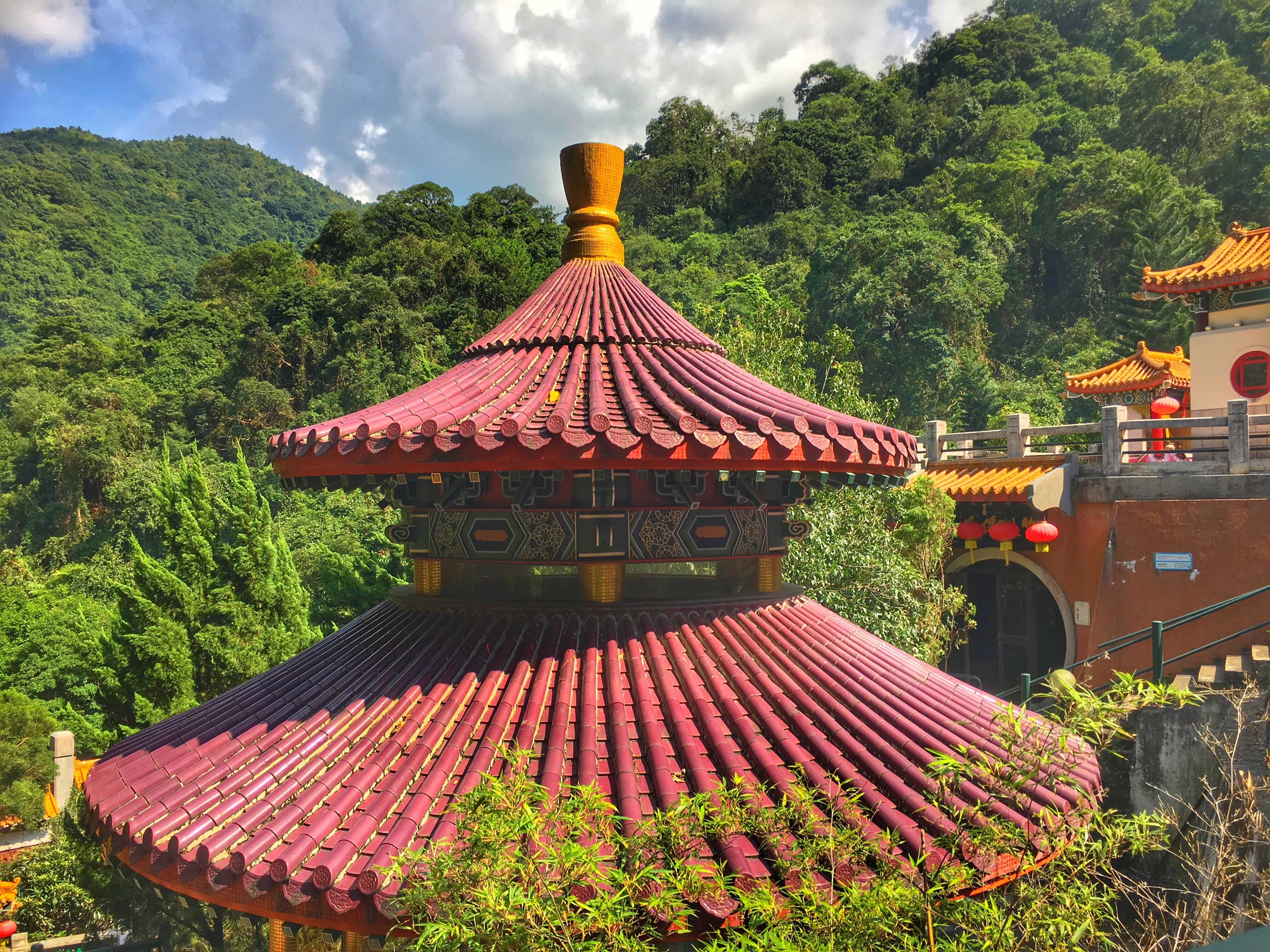
Vạn Đức Uyển (萬德苑), một ngôi đền gần Ngô Đồng Trại.

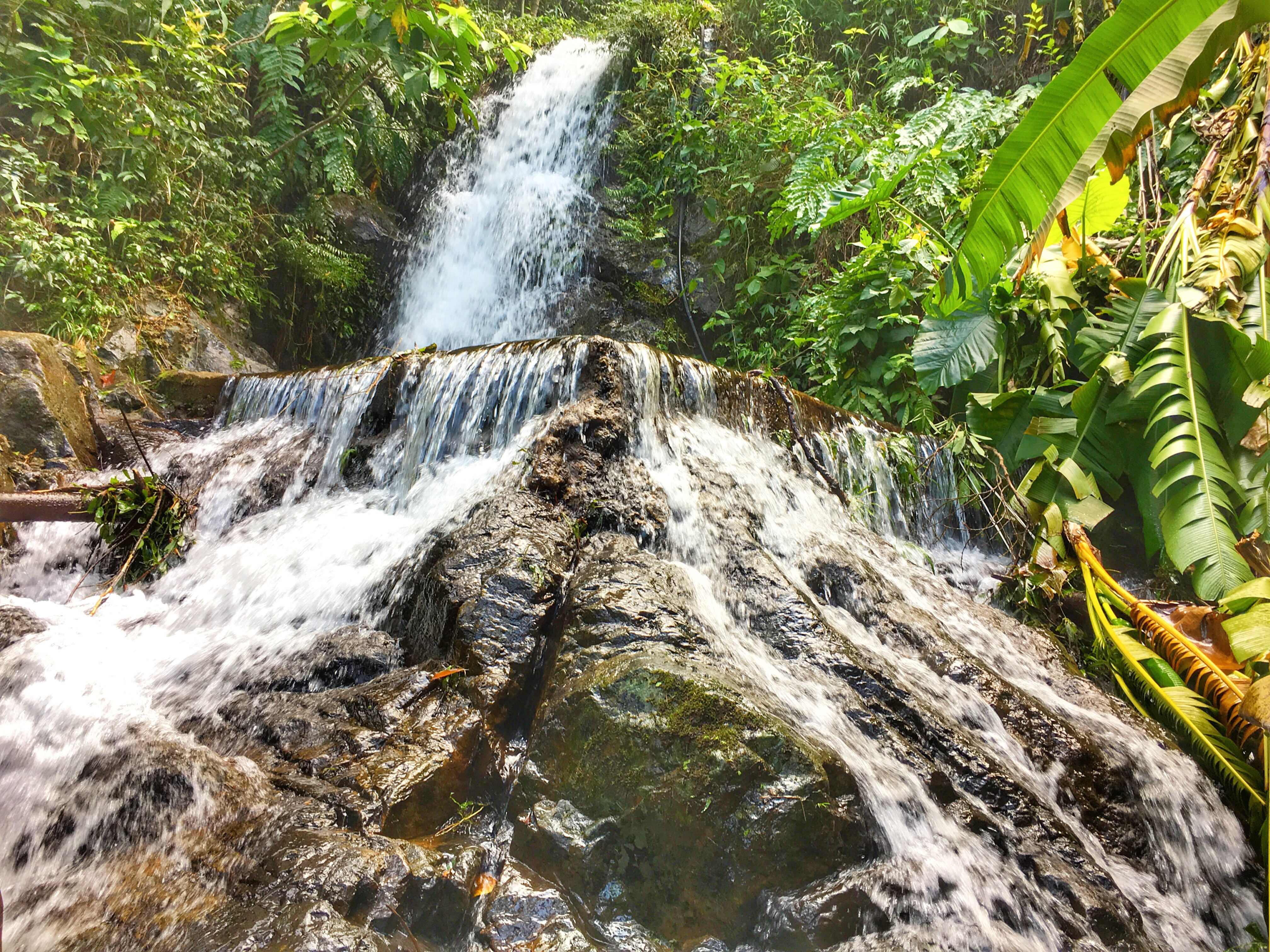
Thác nước Ngô Đồng

Ngô Đồng Trại (tiếng Trung: 梧桐寨) là một ngôi làng ở Lâm Thôn (林村), Đại Bộ, Hồng Kông.
Ngôi làng còn được gọi là Hoàng Phong Trại (黃峰寨).

## Lịch sử
Ngô Đồng Trại là một dân làng của người Khách Gia. Làng đó được thành lập vào năm 1739, hoặc có thể sớm hơn. 